# 黑凱門鱷
黑凱門鱷（學名Melanosuchus niger），又名黑鱷，為短吻鱷科黑鱷屬中的唯一物種（並非凱門鱷屬），是短吻鱷科中體型最大（5.5公尺長）且唯一可以致人於死地的兇猛鱷魚。牠的頭部長而寬，沿著背部有一條隆起的脊骨，顏色會隨年紀變大而變深。黑凱門鱷現正瀕臨絕種。
其种加词“niger”意为“黑色的”。
黑凱門鱷主要分佈於南美洲北部，棲居在各式各樣的濕地，包括河流、湖泊、沼澤及氾濫平原等。繁殖時雌性黑凱門鱷每次產12隻蛋。
黑凱門鱷的极限体长可达5.5公尺、体重能达到700公斤以上，是南美洲最强大的食肉动物之一，為頂級掠食者在亚马逊河流域称王称霸。未成年的黑凯门鳄有时会遭到森蚺的捕杀，除了美洲豹及人类，成年的黑凯门鳄没有任何天敌。